# Golden Foot
El premi Golden Foot és un premi internacional de futbol, destinat a futbolistes majors de 29 anys. El premi te en compte als jugadors que destaquen pels seus èxits esportius (com a individus i membres d'equip), per la seva personalitat, l'estima del públic i segons els experts de futbol. El primer premi es va atorgar el 2003 i va ser per Roberto Baggio
El guanyador és escollit d'una llista de deu candidats decidit per un jurat compost per socis dels mitjans de comunicació Golden Foot, representants i els aficionats de tot el món que donen el seu vot de preferència a través del lloc web oficial. La peculiaritat d'aquest premi és que el guanyador realitza un motlle permanent de les seves empremtes a "El passeig de Campions", una mena de Passeig de la Fama de Hollywood del futbol internacional al passeig marítim del Principat de Mònaco. Per tant, cada futbolista pot guanyar el premi Golden Foot només una vegada.

## Guanyadors
La llista de guanyadors és la següent:
| Any  | Jugador              | Club                   |
| ---- | -------------------- | ---------------------- |
| 2003 | Roberto Baggio       | Brescia Calcio         |
| 2004 | Pavel Nedvěd         | Juventus FC            |
| 2005 | Andriy Shevchenko    | AC Milan               |
| 2006 | Ronaldo              | Reial Madrid           |
| 2007 | Alessandro Del Piero | Juventus FC            |
| 2008 | Roberto Carlos       | Fenerbahçe SK          |
| 2009 | Ronaldinho           | AC Milan               |
| 2010 | Francesco Totti      | AS Roma                |
| 2011 | Ryan Giggs           | Manchester United FC   |
| 2012 | Zlatan Ibrahimović   | Paris Saint-Germain FC |
| 2013 | Didier Drogba        | Galatasaray            |
| 2014 | Andrés Iniesta       | FC Barcelona           |
| 2015 | Samuel Eto'o         | Antalyaspor            |
| 2016 | Gianluigi Buffon     | Juventus FC            |
| 2017 | Iker Casillas        | FC Porto               |
| 2018 | Edinson Cavani       | Paris Saint-Germain FC |
| 2019 | Luka Modrić          | Reial Madrid           |
| 2020 | Cristiano Ronaldo    | Juventus FC            |
| 2021 | Mohamed Salah        | Liverpool FC           |
| 2022 | Robert Lewandowski   | FC Barcelona           |
| 2024 | Lautaro Martínez     | Inter de Milà          |